# Benoît Dauga

a Compétitions nationales et continentales officielles uniquement.

b Matchs officiels uniquement.
Benoît Dauga, né le 8 mai 1942 à Montgaillard et mort le 3 novembre 2022 à Mont-de-Marsan, est un joueur de rugby à XV international français. Il compte soixante-trois sélections en équipe de France. Il marque onze essais, il est désigné capitaine à neuf reprises.
Benoît Dauga est un des acteurs de la victoire française lors de trois Tournois des Cinq Nations (1967, 1968 et 1970) dont un Grand Chelem en 1968. Il participe aux tournées en Afrique du Sud en 1964, 1967 et 1971, en Australie en 1968 et en Nouvelle-Zélande en 1968.

## Biographie
Benoît Dauga est né le 8 mai 1942 à Montgaillard (Landes). Il se marie avec Christine, ils ont deux filles, Karine et Samantha, et cinq petits-enfants, Carla, Jade, Paolo, Lula et Albert.
Il débute par le basket-ball, puis il est licencié au Sport athlétique saint-séverin (qui joue alors dans l’élite du rugby français) pour jouer au rugby à XV, mutant rapidement au Stade montois.
Il obtient l'Oscar du Midi olympique (meilleur joueur français du championnat) en 1971.
Il débute le 4 janvier 1964, il inscrit 11 essais et il est capitaine à 9 reprises. Son record de 63 capes tient de 1972 à 1981.
Il fait partie de l'équipe des « mousquetaires » avec Guy Boniface, André Boniface et Christian Darrouy, quatre joueurs du Stade montois sous le maillot du XV de France. En fait les frères Boniface sont sur le départ (mi-66), alors que Dauga arrive (fin 64 - il sera demi-finaliste du championnat de France et du challenge du Manoir en 1965,.. mais ne joue pas la finale de ce dernier en 1966).
Il remporte le Tournoi des Cinq Nations en 1967, 1968 (Grand Chelem), et 1970 (ex æquo avec le Pays de Galles).
Il participe aux tournées en Afrique du Sud en 1964, 1967 et 1971, et en Nouvelle-Zélande et Australie en 1968.

Walter Spanghero n'est pas utilisé lors du tournoi de l'année 1970. Il s'étonne alors de ce fait, déclarant alors que Basquet ne tient pas ses promesses. Entre Benoît Dauga et Walter Spanghero, Guy Basquet aurait tranché. Les relations entre ces deux forts caractères n'ont pas toujours été faciles, comme l'avoue Christian Carrère.
Il est très bon sauteur de touche (il débute par le basket).
Il est victime d'un grave accident le 12 janvier 1975 lors du match face au Stade dijonnais. Resté étendu sur le sol après un placage, l'hôpital de Bordeaux diagnostique un traumatisme en hyperextension avec étirement de la moelle épinière, entraînant une tétraplégie. Après une longue rééducation, Le Grand Ferré retrouve une autonomie complète.
Après son accident, Christian Carrère le fait intégrer la société Ricard, il est chargé de relations publiques et de la communication, directeur du château de La Voisine à Clairefontaine en Yvelines, qui sert de résidence longtemps au XV de France, il prend une retraite professionnelle en 2002.
Une chanson de Pierre Perret, Vive le XV, « immortalise » ses hauts faits d'armes et ceux de Jean Gachassin, au sein du XV de France,.
Il est surnommé Le Grand Ferré par référence à un héros du Moyen Âge, grand pourfendeur d'Anglais avec sa hache dans son château picard.
Il est entre 2003 et 2006 président du Stade montois (rugby à XV).
Denis Lalanne lui a consacré le livre Dauga, éd. Calmann-Levy, en 1975.
En 2012, il est décoré Chevalier de la Légion d'honneur.
Il meurt le 3 novembre 2022 à Mont-de-Marsan,

## Palmarès

### En équipe nationale
Benoît Dauga a remporté trois Tournois en 1967, 1968 et 1970, avec en prime en 1968 le Grand Chelem.
| Édition           | Rang       | Résultats France | Résultats B. Dauga | Matchs B. Dauga |
| ----------------- | ---------- | ---------------- | ------------------ | --------------- |
| Cinq Nations 1964 | 3          | 1 v, 1 n, 2 d    | 1 v, 1 n, 2 d      | 4/4             |
| Cinq Nations 1965 | 2          | 2 v, 1 n, 1 d    | 2 v, 1 n, 1 d      | 4/4             |
| Cinq Nations 1966 | 2          | 2 v, 1 n, 1 d    | 2 v, 1 n, 1 d      | 4/4             |
| Cinq Nations 1967 | 1          | 3 v, 0 n, 1 d    | 3 v, 0 n, 1 d      | 4/4             |
| Cinq Nations 1968 | 1          | 4 v, 0 n, 0 d    | 2 v, 0 n, 0 d      | 2/4             |
| Cinq Nations 1969 | 5          | 0 v, 1 n, 3 d    | 0 v, 0 n, 3 d      | 3/4             |
| Cinq Nations 1970 | 1          | 3 v, 0 n, 1 d    | 3 v, 0 n, 1 d      | 4/4             |
| Cinq Nations 1971 | 2          | 1 v, 2 n, 1 d    | 0 v, 1 n, 1 d      | 2/4             |
| Cinq Nations 1972 | Non classé | 1 v, 0 n, 3 d    | 0 v, 0 n, 3 d      | 3/4             |

Légende : v = victoire ; n = match nul ; d = défaite ; la ligne est en gras quand il y a Grand Chelem.

## Statistiques en équipe nationale
De 1964 à 1972, Benoît Dauga dispute 63 matchs avec l'équipe de France au cours desquels il marque 11 essais (33 points). Il participe notamment à neuf tournois des Cinq nations de 1964 à 1972. Il remporte un Grand Chelem en 1968 et deux autres tournois. Il participe aux tournées en Afrique du Sud en 1964, 1967 et 1971, en Australie en 1968 et en Nouvelle-Zélande en 1968.
Benoît Dauga débute en équipe nationale à 21 ans le 4 janvier 1964 et joue régulièrement jusqu'à la fin de l'année 1972. En 1968, 1969 et 1972, il manque plusieurs matchs. Il est désigné capitaine à neuf reprises.
Au cours de la saison 1972, Benoît Dauga bat, avec 63 capes, le record des sélections en équipe de France de rugby détenu jusque-là par Michel Crauste (62).